# Bakut
Bakut est une localité du Cameroun, située dans la Région du Sud-Ouest et le département de la Manyu. Elle est rattachée administrativement à la commune d'Eyumodjock et au canton de Bakogo.

## Population
La localité comptait 36 habitants en 1953, 200 en 1967, principalement Ejagham. À cette date elle disposait d'une école baptiste, fondée en 1963 et fermée en 1970.
Lors du recensement de 2005 on y a dénombré 255 personnes.